# Sranan
Le sranan (forme courte, également sranan tongo ou sranantongo « langue du Suriname », appelé aussi créole surinamien ; en néerlandais Surinaams ; en anglais Surinamese ou Surinamese Creole) est un créole utilisé comme lingua franca au Suriname.

## Influences
Le sranan a des influences sur la straattaal (nl), l'argot néerlandais. Il s'agit à la fois d'emprunts lexicaux ou de tournures. Par exemple, l'un des surnoms d'Amsterdam, « Damsko », est un emprunt au sranan.
Aussi, il faut rappeler que le Suriname, ancienne Guyane Hollandaise, fut occupé de 1794 à 1816 par les Britanniques, qui apportèrent dès lors des esclaves partiellement, ou totalement anglophones, ce qui explique que ce créole soit si proche de la langue anglaise, et ce qui explique aussi, historiquement, sa présence au Suriname. S'il est considéré comme un créole anglais, en revanche, il est très difficilement compréhensible par un locuteur anglophone, d'autant plus qu'il a des accents régionaux plus ou moins marqués.